# Joyskim Dawa
Joyskim Dawa (ur. 9 kwietnia 1996 w Colombes, Francja) – kameruński piłkarz, grający na pozycji obrońcy. Posiada również obywatelstwo francuskie.

## Kariera piłkarska

### Kariera klubowa
Wychowanek klubów OGC Nice, Stade Rennais i US Avranches. Latem 2014 roku rozpoczął karierę piłkarską w drugiej drużynie AS Monaco, a w 2016 przeszedł do portugalskiego Gil Vicente FC. 28 lutego 2018 podpisał kontrakt z FK Mariupol.

### Kariera reprezentacyjna
20 listopada 2018 został powołany do narodowej reprezentacji Kamerunu na mecz towarzyski z Brazylią, jednak zadebiutował dopiero 9 czerwca 2019 w wygranym 2:1 w meczu towarzyskim z Zambią. Wcześniej grał w młodzieżowej reprezentacji.